# 東北開発
東北開発株式会社（とうほくかいはつ）は、東北地方の殖産興業を目的として1936年（昭和11年）に日本政府が設立し、50年後の1986年（昭和61年）に民営化された国策会社である。民営化してセメント会社となった後、1991年（平成3年）、三菱マテリアル株式会社と合併して消滅した。2022年4月、三菱マテリアルのセメント事業がUBE三菱セメントに移された。

## 概要
東北開発株式会社は、昭和初期の世界大恐慌や東北地方を襲った度重なる冷害と凶作（昭和東北大凶作）、および、昭和三陸地震とそれによる津波により疲弊した東北地方を救済し、経済振興を促進する目的で、1936年（昭和11年）10月、国が特別法に基づいて設立した「東北興業株式会社」を前身とする。
1957年（昭和32年）8月、再び特別法により東北開発株式会社に改組され、事業を継続してきたが、法定存続期限の50年となった1986年（昭和61年）10月、セメント会社として民営化した後、1991年（平成3年）10月、三菱マテリアルと合併して消滅した。2022年4月、三菱マテリアルのセメント事業がUBE三菱セメントに移された。
東北興業株式会社及び東北開発株式会社は、昭和の激動期にあって、東北地方の殖産興業を目的として、東北地方に豊富に賦存する天然資源を活用するため、27種の直営事業を実施するとともに、民間企業の設立を促進し地域経済に定着させるため、115社に及ぶ企業へ投融資を行い、また企業誘致のための工業団地造成事業を推進するなど、広範な事業活動を通じて東北地方の産業振興に寄与してきた。
北海道開発庁や沖縄開発庁のような中央省庁ではなく、政府自らが特定地域の振興のために率先して株式会社を設立し、地域住民の参加を求めた例は、日本経済史上他に例を見ない。その後会社法改正で出資の大半は政府資金で賄われるようになったが、株式会社形態は最後まで維持された。

## 沿革

### 前史
明治初期までの東北地方は、幕藩体制時代に発達した蚕糸業を中心に他の地域と遜色のない産業構造であり生産額であったが、戊辰戦争において旧幕府軍を支援していた経緯から明治政府から賊軍として置き去りにされ、その後の繊維工業を中心に始まった工業の近代化路線に乗れないまま次第に後進性が定着していった。このような状況を打開するために、明治20年代に入ると帝国議会などで様々な東北振興論が提唱されたが、戊辰戦争の遺恨から具体的な政策までに至ることはなく、その後の日清・日露戦争と軍備拡張による工業振興策の恩恵に浴することすらないまま関東以西との経済格差が広がっていった。
1913年（大正2年）、北海道および東北地方を襲った大冷害を契機に、内務大臣の原敬（岩手県出身）の労により渋沢栄一を会頭とする東北振興会が結成され、義捐金募集や「東北拓殖会社」設立要項等をまとめるなど東北振興問題の重要性を全国に広めたものの、当時の日本経済は第一次世界大戦による大戦景気（1914年（大正3年） - 1920年（大正9年））の後遺症による戦後恐慌に陥り、さらに1923年（大正12年）の関東大震災による震災不況、1927年（昭和2年）3月からは昭和金融恐慌も発生するなど、全国的な長期不況の最中であり、効果のある施策は実行できぬまま1927年（昭和2年）に解散した。
1929年（昭和4年）に世界大恐慌が発生する中、翌1930年（昭和5年）1月に井上準之助蔵相が国際経済との直結をもたらす金解禁に踏み切ったため、日本も昭和恐慌に陥った。すると、金の国外大量流出、株式および商品の暴落、物価の下落（デフレーション）が発生し、都市部では企業倒産による失業者が急増し、農村でも農業恐慌によって生糸の対米輸出の激減に加え、豊作にデフレが拍車をかけて米価が暴落し、深刻な困窮状態に陥った。さらに1932年（昭和7年）の凶作、1933年（昭和8年）の昭和三陸地震・津波、1934年（昭和9年）と1935年（昭和10年）の凶作が、立て続けに地方経済を襲った。特に東北地方の被害は深刻で、農村では生命の危険に関わる飢饉と娘の身売りが見られるようになり、東北救済の声は大きな世論となった。

### 東北興業株式会社
1934年（昭和9年）12月、初の総合的な東北振興の政府機関となる東北振興調査会が発足し（同年12月26日官制公布）、翌1935年（昭和10年）5月には内閣に東北振興事務局が設置され、東北振興の恒久対策を目指した。
東北振興調査会は東北振興策の根幹として東北興業および東北振興電力両社の設立を構想し、1936年（昭和11年）5月の帝国議会で「東北興業株式会社法」及び「東北振興電力株式会社法」が成立し（いずれも5月27日公布）、同年10月7日に東北興業株式会社が設立された。資本金3000万円は東北6県が半数を引き受け、残りを民間その他より公募し、政府出資はなかった。なお、設立された1936年（昭和11年）には二・二六事件が発生し、日本が軍国主義への道を突き進み始めた年でもあった。
東北興業の事業目的は、
1. 肥料工業その他電気化学工業
2. 水産及鉱産の資源開発事業
3. 水面埋立事業
4. 農村工業
5. その他東北地方振興に関する諸事業

を経営又は之に対する投資その他の助成を為すものとす。
と定められ、これに基づき事業計画が立てられたが、1937年度（昭和12年度）予算では、予算全体の50%を超える軍事費膨張のあおりを受けて大幅に予算を削減され、東北振興計画は出だしから縮小せざるを得なかった。また、会社経営の基盤とされた化学肥料工業直営計画は、会社側の企業意欲が弱かった等の原因により、投資事業に形を変え、その後の東北興業は投資・助成事業にシフトしていった。
1937年（昭和12年）7月の「盧溝橋事件」を発端に日中戦争、太平洋戦争への途をたどり始めた日本は、1938年（昭和13年）「国家総動員法」が定められ、東北興業は当初の東北振興のための事業から国防型事業に傾斜していった。そして、この国家的要請は急激な事業の拡大をもたらす結果になり、「まるで会社の見本をつくるようだ」と批判されるまでに投資関連会社が増え、1942年（昭和17年）11月時点の投資会社は46社を数え、「振興グループ」と総称される「東興コンツェルン」を形成していった。そのうち、資本金1千万円以上の会社は、東北振興化学、日東化学工業、朝日化学工業、東北振興アルミニウム、東北振興パルプ、日本飛行機、萱場製作所、藤田組の8社で、これらはいずれも、戦後大手・中堅企業として活躍している。
設立以来、終戦に至るまでの9年間、東北興業は総額1億6762万円という膨大な事業投資を行い、東北振興と国策遂行のために広範な事業活動を展開した。終戦時までの事業は化学工業、機械工業、鉱産業、農林水産業などで113にもあがっている。国策会社という性格のため、採算を度外視した投資も行わざるを得なく、「ボロ会社が東北興業を食いつぶした」と酷評を受けることにもなるが、工業を中心とした振興を目標にした当初の目的は、十分とは言えないまでも果たすことができたと言われている。
戦後の東北興業は、政府からの財政援助の相当部分が絶たれ、GHQによる財閥解体の流れの中で、直営事業を木友亜炭鉱業、福島石灰窒素工場、秋田造成土地、台の原種畜牧場、物産販売事業の5種に限定し、投資事業についても終戦直後にあった79社を30社前後に減らすなど、徹底的な陣容の縮小と経営の合理化を実施したが、衰微の一途をたどり、その存立さえも危ぶまれるに至った。
昭和20年代後半に入り、東北7県の知事および県議会議長は、東北興業株式会社の改革強化を要望し、会社は新たな根幹事業として東北地方に大量に賦存する石灰石を利用するセメント事業を強力に推進することとし、政府も1955年度（昭和30年度）の予算で1億円の財政投資を決定した。
この頃の東北は、一人当たりの実質所得が国民平均の約6割でしかなく、日本経済の発展の障害と見なされるようになっていたため、吉田内閣に代わって成立した鳩山内閣は、北海道、東北の開発について強力に推進する方針を打ち出し、1957年（昭和32年）に東北開発三法といわれる「北海道東北開発公庫法」、「東北開発促進法」（同年5月17日公布）、「東北開発株式会社法」を成立させた。

### 東北開発株式会社
1957年（昭和32年）8月、東北興業株式会社から直営事業として福島工場と木友鉱業所を引き継ぎ、投資会社として17社を引き継いで、東北開発株式会社が新発足した。
東北地方の期待を担って新発足した会社であったが、東北7県の要望を汲み上げて作成した事業計画は、黒字第一主義を強調する政府から縮小され、地元の失望を深くした。
1957年度（昭和32年度）から1961年度（昭和36年度）に至る5年間、会社はセメントおよびハードボードの2事業の創始、福島工場および木友鉱業所の2直営事業の整備、また土地造成事業の実施や砂鉄事業の推進、投資会社に対する投融資などを図ってきたほか、地域開発のための調査研究を行ってきた。しかし、一方では会計検査院から粉飾決算を指摘されたり、贈収賄事件で宮城県警の捜索を受けたりするなどの一連の放漫経営により、決算では多額の損失を計上していた。
このような状況の中で、総理大臣通達として「会社経営改善対策（会社再建計画）について」が出され、1964年度（昭和39年度）を初年度とする再建5ヶ年計画を作成し、政府の財政援助を得て会社再建に取り組んだ。この間に直営事業であった福島工場および木友鉱業所の分離民営化、砂鉄事業の終止、造成土地の売却を実施し、投資会社については、それぞれの会社の状況に応じて再建、民営化、清算等を行い11社にまで減らした。残されたセメント、ハードボードの2直営事業については設備増強や販路開拓により基幹事業として強化した。
これらの結果、1968年度（昭和43年度）末には累積欠損金が88億円となったが、企業体質は著しく改善され、翌1969年度（昭和44年度）からは黒字決算ができるようになった。
会社再建計画が終了してからの会社経営は、基幹事業であるセメント、ハードボード事業の基礎固めをする一方、「公共性」と「採算性」の相反する要請を調和させ、東北地域の開発に資していくという方向を目指して「新規事業要綱」を定め、岩手県肉牛公社、臨海鉄道事業への出資や、直営事業として内陸工業団地の開発事業に取り組むと共に、むつ小川原開発計画へ参加してきた。
昭和50年代に入ると、東北地方への公共投資による下支えに加え、高速交通体系の整備により、東北経済は飛躍的に発展し、産業構造の高度化が加速され、自立的発展へと歩み始めた。
一方、1967年（昭和42年）に行政管理委員会は廃止すべき特殊法人のひとつに東北開発株式会社の名前を挙げた。その時は存続させるとの結論になったものの、その後も常に行政管理委員会の審議の俎上に上がり、1979年（昭和54年）に政府は、法定の存立期限である1986年度（昭和61年度）までに民営移行すると決定した。

### 民営移行
民営移行にあたっては、企業性の高い事業については民間会社に移行し、公共性の高い事業については他の公的機関等に委譲することを原則として、
- セメント事業は、民営移行後の会社が専業として継続経営
- ハードボード事業は、会社から分離独立した新会社に営業譲渡
- 仙台北部工業団地事業は、地域振興整備公団と宮城県に移管
- 出融資を継続していた9社の内、4社を民間企業に譲渡し、他の5社は民営移行後の会社が引き継ぐ

こととし、資本金を25億1,360万円に減資して、商業法人残置方式により、1986年（昭和61年）10月6日に民営移行した。
セメント専業メーカーとなった会社は継続して黒字を計上していたが、セメントメーカーとしては事業規模が小さく、会社継続に不安があったため、平成に入り、以前から企業協調の実績のあった三菱鉱業セメントと合併協議を開始した。結局、1990年（平成2年）12月に三菱鉱業セメントと三菱金属が合併して発足した三菱マテリアルと、1991年（平成3年）10月に合併して東北開発は消滅した。2022年4月、三菱マテリアルのセメント事業がUBE三菱セメントに移された。

## 東北開発（株）の直営事業
東北興業時代の直営事業は25事業を数えるが、1957年（昭和32年）に東北開発（株）に改組されてからの直営事業は東北興業より引き継いだ亜炭事業と化工事業の2事業を含めて5事業を数えるのみである。

### 亜炭事業（木友鉱業所）
1940年（昭和15年）に国産エネルギー資源の開発という国策的見地で設置して以来、山形県最上郡舟形村で亜炭鉱山を操業してきた。エネルギー資源が極度に不足した時期においては、国内有数の亜炭鉱山として燃料の確保に大きな役割を果たしてきたが、戦後のエネルギー革命の急速な進展に伴い需要が減少し、1959年（昭和34年）以降の業績は欠損に転じた。1960年（昭和40年）2月、地元山形県尾花沢市の木友鉱業に営業譲渡された。

### 化工事業（福島工場）
1941年（昭和16年）に日本曹達から譲り受けた福島市の人造研削材製造工場を、戦後は石灰石を原料とする石灰窒素、カーバイド、アセチレンの製造工場に転換した。多大な収益を挙げた時期もあったが、昭和30年代後半に入ると石油化学工業による製品の進出が著しくなり、増設増産により競争力を維持しようと努めたものの、損益は悪化していった。
1968年（昭和43年）度半ばに、地元企業であり、日野自動車工業の系列下で発展を続ける福島製鋼から、会社の事業拡大のため全従業員継続雇用の条件で営業譲渡の申し入れがあり、1969年（昭和44年）4月1日に譲渡された。

### セメント事業（岩手工場・青森工場）
1955年（昭和30年）、東北興業社再建のため、石灰石の有効活用先としてセメント工場を建設することが計画され、候補地の中から岩手県東山地区を選定して建設を始め、東北開発として新発足した後の1958年（昭和33年）6月に岩手セメント工場として操業を開始した。最初はシャフトキルン5基による年間22万トンの生産能力であったが、需要の増大に伴って増設を繰り返し、1971年（昭和46年）迄に2基のレポールキルン、2基のSPキルンを加え、1978年度（昭和53年度）には170万トンのセメント生産をするに至った。そして更に生産販売量を増やすため、青森県東通村尻屋に年産150万トンの工場を建設し、1979年（昭和54年）4月に青森セメント工場として操業を開始した。営業面では「カイハツセメント」の名称が定着し、生コン化の流れにも対応し、1971年（昭和46年）からは東北地方のシェアの20%以上をキープするに至っている。
セメント事業は東北開発社の基幹事業に成長し、1986年（昭和61年）の民営移行時には他の事業を譲渡し、セメント専業メーカーとして再出発したが、1991年（平成3年）10月に三菱マテリアルと合併した。2022年4月、三菱マテリアルのセメント事業がUBE三菱セメントに移された。青森工場は2023年に操業が停止された。岩手工場は2025年現在も操業を続けている。

### ハードボード事業（会津工場）
東北地方に大量に存する木材資源の有効活用を目的として、福島県会津若松市に木質繊維板であるハードボード（硬質繊維板）の生産工場を建設し、1961年（昭和36年）3月に年産1万2千トンの規模で操業を開始した。最初は4尺×9尺サイズの第1系列のみであったが、6尺×9尺の第2系列及び第3系列を増設し、1973年（昭和48年）には年産5万8千トンの生産能力となった。1977年（昭和52年）には一部の設備をインシュレーションボード（軟質繊維板）製造設備に改造し、シージングボードや畳ボードの生産も開始した。
ハードボード事業は1986年（昭和61年）の東北開発社の民営移行に先立ち、1984年（昭和59年）3月分離独立してカイハツボード株式会社となり、東北開発社の全額出資子会社として再出発する事になった。その後、三菱マテリアルとの合併に伴い、その子会社となり、更に2007年（平成19年）4月、全株式が大建工業に譲渡され、現在は東部大建工業（株）会津工場として操業している。

### 土地造成事業
東北開発会社法が制定される際に「産業立地条件を整備するための必要なる施設に関する事業」が加わり、工業用地造成事業がスタートした。秋田港地区、塩釜一本松地区、酒田市高砂・大浜地区、小名浜地区等で実施し、1961年（昭和36年）のうちにほぼ一段落した。
昭和40年代に入り、東北でも工場立地が活発になるにつれ、内陸工業団地の開発事業を要望され、第三の直営事業として積極的に取り組むこととなった。その一つに仙台北部工業団地があり、自動車工業の誘致を目指して用地買収を進めたが、第1次オイルショックにより企業の投資意欲が減退し、塩漬けにせざるを得なくなった。
その後、民営移行の際にこの事業は地域振興整備公団に引き継がれ、買収した用地は宮城県土地開発公社に譲渡された。現在、この工業団地にトヨタ自動車東日本を始めとする自動車産業が立地している。

### 砂鉄事業（むつ製鉄）
直営事業とはならなかったが、東北開発の歴史を語る上で忘れてならないのが砂鉄事業である。
青森県下北地域は、太平洋戦争以前にも当該地で産出される砂鉄を精錬する事業所（日本特殊鋼管）が立地し、戦後は東北砂鉄鋼業が立地、さらに1954年（昭和29年）の通商産業省未利用鉄資源調査委員会において、青森県内で国内全体の約４割、下北地域だけで国内全体の約２割という砂鉄埋蔵量が報告されていたことから、有効活用を目指したものである。そのため、1957年（昭和32年）に東北開発社が再発足した際に選定された5大基幹事業の一つに砂鉄利用工業を掲げ、1958年（昭和33年）から調査活動が開始、青森県下北地区に銑鋼一貫方式による特殊鋼工場の建設を目指した。その後、砂鉄鉱区の取得、精錬方式の決定等を経て1962年（昭和37年）7月には三菱グループ（ 三菱鉱業・三菱製鋼・三菱鋼材 ・東北砂鉄鋼業（1957年<昭和32年>より三菱鉱業の傘下となる））との提携覚書が締結され、1963年（昭和38年）3月に総理大臣の認可を受けて、同年4月に資本金５億円で「むつ製鉄株式会社」が設立された。本社は東京都千代田区大手町に置かれ、事業所は青森県むつ市に設置することとなっていた。
しかし、1961年（昭和36年）をピークに砂鉄銑の需要は減り始めており、代わって高炉銑による安価で良質の鋼が出回り始めていた。このような情勢から数次に渡り実施計画が見直されたが、いずれも企業化は困難であるとして1964年（昭和39年）11月に三菱グループが撤退を表明するに至り、1965年（昭和40年）4月むつ製鉄事業推進断念の閣議了解がなされ、むつ製鉄は解散した。また事業断念と同時に、三菱鉱業社長から東北開発社の第二代総裁となっていた伊藤保次郎が辞任している。
事業予定地だったむつ市は、1959年（昭和34年）9月に市制施行しており、新市の長期構想における大きな柱として位置付けられた当該事業の受け皿として、大湊港下北ふ頭の岸壁整備をはじめ、三本松団地（現：中央団地）や平井団地（現：昭和団地）、むつ工業高等学校や大平中学校等のインフラが昭和30年代後半に相次いで整備され、また自噴井による個々の施設しかなかった田名部地区の上水道もこの時期に事業開始された。また、初代むつ市長となった杉山勝雄は、当該事業の進捗に支障となることを危惧して、それまでの無所属（日本社会党系：国政野党）から自由民主党（国政与党）に入党している。
しかし、当社は設立からわずか2年で解散となり、その間むつ市での実質的な事業活動はほとんどなく、経済波及効果はほとんどないまま事業中止となったことから、当該事業に代わる事業の誘致活動が行われた結果、1966年（昭和41年）5月にアツギむつナイロン株式会社（現・アツギ）が発足（東北開発が4割出資）、翌1967年（昭和42年）3月よりむつ市で操業開始、現在に至っている。

## 総裁および社長

### 東北興業（株）総裁
- 初代 吉野信次（昭和11年10月～12年6月）
- 2代 八田嘉明（昭和12年6月～13年10月）
- 3代 横山助成（昭和13年11月～15年7月）
- 4代 川越丈雄（昭和15年7月～20年4月）
- 5代 桑原幹根（昭和20年4月～21年6月）
- 6代 龍野昌之（昭和21年6月～24年4月）
- 7代 濱田幸雄（昭和24年4月～26年8月）
- 8代 蓮池公咲（昭和30年1月～32年7月）
- 9代 渡辺政人（昭和32年7月～32年7月）

### 東北開発（株）総裁
- 初代 渡辺政人（昭和32年8月～36年7月）
- 2代 伊藤保次郎（昭和36年8月～40年4月）
- 3代 小倉俊夫（昭和40年4月～45年6月）
- 4代 亀井茲建（昭和45年6月～53年6月）
- 5代 宇佐美勝（昭和53年6月～57年6月）
- 6代 星野孝俊（昭和57年6月～61年10月）

### 東北開発（株）取締役社長
- 亀田健二（昭和61年10月～平成3年9月）

## 直営事業
- アルコール工場（酒精製造・八戸市）
- 大槌アルギン酸工場（塩化加里・岩手県大槌町）
- 福島工場（石灰窒素・福島県野田村）
- 秋田農機製作所（秋田市）
- 種畜場（白石、秋田、酒田）
- 秋田養鰻設備貸付事業（秋田県船越村）
- 機械貸付事業（果実酒製造設備・青森県弘前市）
- 農地開拓事業（王城寺、七日ヶ原、安達太良、泉村、小繋、岩手山麓）
- 漁船貸付事業
- 家畜貸付事業（乳牛、緬羊、兎）
- 大貫鉱業所（金属鉱・宮城県大貫村）
- 八鉢鉱業所（金属鉱・岩手県下有住村）
- 大貫鉱山金精錬所（金精錬・宮城県宮部村）
- 砂鉄製鋼中間工業試験所（仙台市）
- 木友鉱業所（亜炭・山形県舟形村）
- 大雪屋鉱業所（金属鉱・岩手県伊保内村）
- 下北鉱業所（石炭・青森県東通村）
- 宝山鉱業所（金属鉱・山形県中川村）
- 松川鉱業所（金属鉱・福島県松川村）
- 瀧ノ沢鉱業所（金属鉱・青森県西目屋村）
- 花崎鉱業所（亜炭・宮城県不動堂村）
- 東北産業科学研究所（シンクタンク・仙台市）
- 物産販売斡旋（本社営業部）
- 工業用地造成（秋田市、塩竈市、酒田市、小名浜市、石巻市、東根市、仙台北部）
- 岩手工場（セメント製造・岩手県東山町）
- 会津工場（木質繊維板製造・会津若松市）
- 青森工場（セメント製造・青森県東通村）

## 投融資会社
（115社の内、出資比率が50%を越えていた54社）
- 宮城油脂工業（宮城）米糠菜種油
- 秋田油脂工業（秋田）精油
- 東北振興秋田農機具（秋田）農機具
- 東北振興土地（秋田）土地造成
- 秋田鉄工（秋田）機械
- 東北振興酒田農機工業（山形）農機具
- 東亜軽金属（山形）苛性ソーダ
- 日本製薬工業（山形）製薬
- 山形油脂工業（山形）米糠菜種油
- 福島油脂工業（福島）米糠菜種油
- 東北振興ベントナイト（青森）ベントナイト
- 秋田造船（秋田）木船
- 山形造船（山形）木船
- 田辺製作所（平）機械
- 東北振興繊維（盛岡）服地
- 岩手採炭（岩手）
- 岩手振興木材（盛岡）木材
- 弘前油脂（弘前）米糠油
- 東北振興水産（八戸）漁業
- 東北畜産工業（鶴岡）畜産加工
- 津軽工業（仙台）銅
- 宮城近海漁業（石巻）漁業
- 東北農産加工（山形）農産加工
- 東北振興パルプ（東京）パルプ
- 東北農機（山形）農機
- 東北製綱（秋田）ロープ
- 秋田木工（秋田）家具
- 東北食品加工（岩手）畜産
- 帝国金属（福島）鋳鉄
- 東北機械（秋田）鉱機
- 秋田機械（秋田）土木機
- 東北精器（盛岡）電器
- 協栄鉱業（山形）機械
- 北日本産業（山形）発動機
- 光北採炭（秋田）亜炭
- 御幸商会（弘前）果実酒
- 東北振興燐寸（盛岡）燐寸
- 北日本機械（盛岡）鉱機
- 東北船渠（塩釜）造船
- 東北亜鉛（東京）硫酸
- 日本絨毯（山形）絨毯
- 東北窯業（福島）碍子
- 東北珪長石礦業（福島）珪長石
- 東北造船（塩釜）造船及び鉄構
- 東北ホモボード工業（仙台）パーティクルボード
- 南部縦貫鉄道（青森）鉄道
- 特殊コンクリート工法（仙台）特殊ブロック
- むつ製鉄（東京）製鉄
- 砂鉄原料（東京）砂鉄採掘
- カイハツボード加工（会津若松）ボード二次加工
- アツギむつナイロン（むつ）ストッキング
- 下北観光（青森）ホテル
- むつ小川原総合開発センター（東京）開発調査設計
- カイハツボード（会津若松）ファイバーボード